# Neuenhaus (Ohligs)
Neuenhaus hieß im 19. Jahrhundert eine Einzelsiedlung der Bürgermeisterei Merscheid bzw. späteren Stadt Ohligs. Heute befindet sie sich im Stadtteil Ohligs der bergischen Großstadt Solingen, ihr Name ist jedoch nicht mehr gebräuchlich.

## Lage und Beschreibung
Der Ort befindet sich an der heutigen Kottendorfer Straße südlich der Hofschaft Keusenhof und nördlich des Ohligser Stadtteilzentrums. Der Ort bestand ursprünglich nur aus der heute noch vorhandenen Häusergruppe Kottendorfer Straße 47/49, die im Einmündungsbereich der Straße Keusenhof liegt. Benachbarte Orte sind bzw. waren (von Nord nach West): Keusenhof, Kottendorf, Rennpatt, Heiligenstock, Broßhaus sowie Broßhauser Mühle.

## Geschichte
Das Gebiet nördlich des heutigen Ohligser Stadtteilzentrums war noch im 19. Jahrhundert nur locker durch einige Ortslagen und Hofschaften besiedelt, darunter auch Neuenhaus, das als Einzelsiedlung vielleicht um die Wende zum 19. Jahrhundert entstanden ist. Auf dem Grundriss nach der Urkarte von 1829/1830 findet sich die Bezeichnung Fahrweg von Neuenhaus für den Weg zwischen Neuenhaus und Keusenhof. Nachfolgende Kartenwerke verzeichnen den Ort allerdings nicht. Der Ort wurde in den Registern der Honschaft Schnittert geführt.
Neuenhaus gehörte zur Bürgermeisterei Merscheid, die 1856 zur Stadt erhoben und im Jahre 1891 in Ohligs umbenannt wurde. Dem war 1867 die Eröffnung eines Bahnhofes auf freiem Feld bei Hüttenhaus vorausgegangen, des Bahnhofes Ohligs-Wald, der heute den Namen Solingen Hauptbahnhof trägt. Die nahegelegene größere Hofschaft Ohligs gewann an Bedeutung und entwickelte sich infolge der Nähe zu dem Bahnhof zu einem der Siedlungszentren in der Stadt Merscheid. Viele umliegende Ortslagen und Hofschaften verloren ihre solitäre Lage und gingen in der sich ausbreitenden geschlossenen Bebauung der Stadt vollständig auf.:113
Mit der Städtevereinigung zu Groß-Solingen im Jahre 1929 wurde Neuenhaus ein Ortsteil Solingens. Neuenhaus, dessen Ortsname schon im Stadtplan von 1929 nicht mehr verzeichnet ist, ging erst lange nach dem Ende des Zweiten Weltkriegs in der sich verdichtenden Bebauung der oberen Kottendorfer Straße vollständig auf. Der Ortsname ist darum heute nicht mehr gebräuchlich.